# Boncompagni

Armas dos Boncompagni

A família Boncompagni é uma casa nobre italiana originária da cidade de Assis, na Úmbria.

## História
O primeiro documento que referencia os títulos da família data de 1133 quando Rodolfo Boncompagni, descendente de um nobre saxão, foi nomeado Senhor de Assis pelo imperador Lotário III.
No início do século XIV a família transfere-se para Bolonha onde cresceu em termos de prestígio económico, social e político.
Em 1572 Hugo Boncompagni (em italiano Ugo Boncompagni), professor de Direito na Universidade de Bolonha e Cardeal, foi eleito Papa com o nome de Gregório XIII. Este Papa tratou rapidamenete de promover os interesses familiares, e adquiriu a Francisco Maria II Della Rovere o Ducado de Sora para doá-lo a seu filho natural, Jaime Boncompagni, (em italiano Giacomo Boncompagni).
A família perpetuou-se no governo deste Ducado e, em 1681, pelo casamento de Gregório II Boncompagni, 5.º Duque de Sora, com Hipólita Ludovisi (Ippolita Ludovisi), Princesa soberana de Piombino, a família assumiu o nome de Boncompagni-Ludovisi, juntando este estado ao património familiar.
Em 1796 o Ducado de Sora é integrado no Reino de Nápoles e, em 1801, o Principado do Piombino é ocupado pelas tropas napoleónicas. O Príncipe Antonio II Boncompagni-Ludovisi é deposto e morre em 1805.
Em 1814, o Congresso de Viena restabeleceu o Principado de Piombino e devolveu-o à família Boncompagni-Ludovisi, mas sob a suserania do Grão-ducado da Toscana. O príncipe Luís Maria (Luigi Maria Boncompagni-Ludovisi), 6.º Príncipe do Piombino e 9.º Duque de Sora, aceitou a decisão do Congresso de Viena e renunciou ao governo direto do seu principado, ficando, enquanto Príncipe do Piombino, sob suserania Toscana. O seu filho foi o último príncipe vassalo do Grão-Ducado, em consequência da anexação deste em 1859, durante a Unificação Italiana.

## Membros da família

### Cardeais
- Francisco Boncompagni (Francesco Boncompagni) (1592-1641), cardeal em 1621;
- Filipe Boncompagni (Filippo Bomcompagni) (1548-1586) cardeal em 1572;
- Jerónimo Boncompagni (Girolamo Boncompagni) (1622-1684) cardeal em 1664;
- Jaime Boncompagni (Giacomo Boncompagni) (1652-1731) cardeal em 1695.
- Inácio Caetano Boncompagni-Ludovisi (Ignázio Gaetano Boncompagni-Ludovosi) (1743–1799), Cardeal, Secretário de Estado do Papa Pio VI.

### Duques de Sora e Arce
- Jaime (Giacomo Boncompagni) 1579-1612;
- Gregório I (Gregorio I Boncompagni) 1612-1628;
- João Jaime (Giovan Giacomo Boncompagni) 1628-1636;
- Hugo (Ugo I Boncompagni) 1636-1676;
- Gregório II (Gregorio II Boncompagni-Ludovisi) 1676-1707;
- António I (Antonio I Boncompagni-Ludovisi) 1707-1731;
- Caetano (Gaetano Boncompagni-Ludovisi) 1731-1777;
- António II (Antonio II Boncompagni-Ludovisi) 1777-1796 (integrado no Reino de Nápoles).

### Príncipes Soberanos de Piombino
- Gregório II (Gregorio II Boncompagni-Ludovisi) 1701-1707
- Leonor (Eleonora Boncompagni-Ludovisi) 1733–1745, co-regente com o seu tio e marido
- António I (Antonio I Boncompagni) 1707-1721
- Caetano (Gaetano Boncompagni-Ludovisi) 1745–1777
- António II (Antonio II Boncompagni-Ludovisi) 1777–1801 (deposto, morre em 1805).

## Esquema genealógico
Apresenta-se em seguida uma árvore genealógica simplificada com os principais membros da família, que inclui, entre outros, o Papa Gregório XIII, diversos Príncipes de Piombino e duques de Sora.
|                                                               |                                                               |                                                               |                                                               | | | | | | |                                                                                             |                                                                                             |                                                                                             |                                                                                             |                                                                                     |                                                                                     |                                                                                     |                                                                                     |                                                                |                                                                |                                                                |                                                                |                                                         |                                                         | | | | | | |  |  |  |  |  |  |  |  |  |  |  |  |  |  |  |  |  |  |
|                                                               |                                                               |                                                               |                                                               | | | | | | |                                                                                             |                                                                                             |                                                                                             |                                                                                             |                                                                                     |                                                                                     |                                                                                     |                                                                                     |                                                                |                                                                |                                                                |                                                                |                                                         |                                                         | | | | | | |  |  |  |  |  |  |  |  |  |  |  |  |  |  |  |  |  |  |
|                                                               |                                                               |                                                               |                                                               | | | | | Gregório XIII (Ugo Boncompagni) [1502-1585] Cardeal 1565, Papa 1572                                       | Gregório XIII (Ugo Boncompagni) [1502-1585] Cardeal 1565, Papa 1572                                       | Gregório XIII (Ugo Boncompagni) [1502-1585] Cardeal 1565, Papa 1572                         | Gregório XIII (Ugo Boncompagni) [1502-1585] Cardeal 1565, Papa 1572                         | Gregório XIII (Ugo Boncompagni) [1502-1585] Cardeal 1565, Papa 1572                         | Gregório XIII (Ugo Boncompagni) [1502-1585] Cardeal 1565, Papa 1572                         |                                                                                     |                                                                                     |                                                                                     |                                                                                     |                                                                |                                                                |                                                                |                                                                |                                                         |                                                         | Bomconpagno [1504-1587] Senador de Bolonha 1569                                                                              | Bomconpagno [1504-1587] Senador de Bolonha 1569                                                                              | Bomconpagno [1504-1587] Senador de Bolonha 1569                                                                              | Bomconpagno [1504-1587] Senador de Bolonha 1569                                                                              | Bomconpagno [1504-1587] Senador de Bolonha 1569                                                                              | Bomconpagno [1504-1587] Senador de Bolonha 1569                                                                              |  |  |  |  |  |  |  |  |  |  |  |  |  |  |  |  |  |  |
|                                                               |                                                               |                                                               |                                                               | | | | | Gregório XIII (Ugo Boncompagni) [1502-1585] Cardeal 1565, Papa 1572                                       | Gregório XIII (Ugo Boncompagni) [1502-1585] Cardeal 1565, Papa 1572                                       | Gregório XIII (Ugo Boncompagni) [1502-1585] Cardeal 1565, Papa 1572                         | Gregório XIII (Ugo Boncompagni) [1502-1585] Cardeal 1565, Papa 1572                         | Gregório XIII (Ugo Boncompagni) [1502-1585] Cardeal 1565, Papa 1572                         | Gregório XIII (Ugo Boncompagni) [1502-1585] Cardeal 1565, Papa 1572                         |                                                                                     |                                                                                     |                                                                                     |                                                                                     |                                                                |                                                                |                                                                |                                                                |                                                         |                                                         | Bomconpagno [1504-1587] Senador de Bolonha 1569                                                                              | Bomconpagno [1504-1587] Senador de Bolonha 1569                                                                              | Bomconpagno [1504-1587] Senador de Bolonha 1569                                                                              | Bomconpagno [1504-1587] Senador de Bolonha 1569                                                                              | Bomconpagno [1504-1587] Senador de Bolonha 1569                                                                              | Bomconpagno [1504-1587] Senador de Bolonha 1569                                                                              |  |  |  |  |  |  |  |  |  |  |  |  |  |  |  |  |  |  |
|                                                               |                                                               |                                                               |                                                               | | | | | Jaime (Giacomo) [1548-1612], legitimado (1572) Marquês de Vignola (1578) Duque de Sora 1580               | Jaime (Giacomo) [1548-1612], legitimado (1572) Marquês de Vignola (1578) Duque de Sora 1580               | Jaime (Giacomo) [1548-1612], legitimado (1572) Marquês de Vignola (1578) Duque de Sora 1580 | Jaime (Giacomo) [1548-1612], legitimado (1572) Marquês de Vignola (1578) Duque de Sora 1580 | Jaime (Giacomo) [1548-1612], legitimado (1572) Marquês de Vignola (1578) Duque de Sora 1580 | Jaime (Giacomo) [1548-1612], legitimado (1572) Marquês de Vignola (1578) Duque de Sora 1580 |                                                                                     |                                                                                     |                                                                                     |                                                                                     |                                                                |                                                                |                                                                |                                                                |                                                         |                                                         | Filipe (Filippo) Cardeal 1572 ("Cardeal-Sobrinho")                                                                           | Filipe (Filippo) Cardeal 1572 ("Cardeal-Sobrinho")                                                                           | Filipe (Filippo) Cardeal 1572 ("Cardeal-Sobrinho")                                                                           | Filipe (Filippo) Cardeal 1572 ("Cardeal-Sobrinho")                                                                           | Filipe (Filippo) Cardeal 1572 ("Cardeal-Sobrinho")                                                                           | Filipe (Filippo) Cardeal 1572 ("Cardeal-Sobrinho")                                                                           |  |  |  |  |  |  |  |  |  |  |  |  |  |  |  |  |  |  |
|                                                               |                                                               |                                                               |                                                               | | | | | Jaime (Giacomo) [1548-1612], legitimado (1572) Marquês de Vignola (1578) Duque de Sora 1580               | Jaime (Giacomo) [1548-1612], legitimado (1572) Marquês de Vignola (1578) Duque de Sora 1580               | Jaime (Giacomo) [1548-1612], legitimado (1572) Marquês de Vignola (1578) Duque de Sora 1580 | Jaime (Giacomo) [1548-1612], legitimado (1572) Marquês de Vignola (1578) Duque de Sora 1580 | Jaime (Giacomo) [1548-1612], legitimado (1572) Marquês de Vignola (1578) Duque de Sora 1580 | Jaime (Giacomo) [1548-1612], legitimado (1572) Marquês de Vignola (1578) Duque de Sora 1580 |                                                                                     |                                                                                     |                                                                                     |                                                                                     |                                                                |                                                                |                                                                |                                                                |                                                         |                                                         | Filipe (Filippo) Cardeal 1572 ("Cardeal-Sobrinho")                                                                           | Filipe (Filippo) Cardeal 1572 ("Cardeal-Sobrinho")                                                                           | Filipe (Filippo) Cardeal 1572 ("Cardeal-Sobrinho")                                                                           | Filipe (Filippo) Cardeal 1572 ("Cardeal-Sobrinho")                                                                           | Filipe (Filippo) Cardeal 1572 ("Cardeal-Sobrinho")                                                                           | Filipe (Filippo) Cardeal 1572 ("Cardeal-Sobrinho")                                                                           |  |  |  |  |  |  |  |  |  |  |  |  |  |  |  |  |  |  |
|                                                               |                                                               |                                                               |                                                               | | | | | | |                                                                                             |                                                                                             |                                                                                             |                                                                                             |                                                                                     |                                                                                     |                                                                                     |                                                                                     |                                                                |                                                                |                                                                |                                                                |                                                         |                                                         | | | | | | |  |  |  |  |  |  |  |  |  |  |  |  |  |  |  |  |  |  |
|                                                               |                                                               |                                                               |                                                               | | | | | Gregório (Gregorio) [1590-1628] Duque de Sora                                                             | Gregório (Gregorio) [1590-1628] Duque de Sora                                                             | Gregório (Gregorio) [1590-1628] Duque de Sora                                               | Gregório (Gregorio) [1590-1628] Duque de Sora                                               | Gregório (Gregorio) [1590-1628] Duque de Sora                                               | Gregório (Gregorio) [1590-1628] Duque de Sora                                               |                                                                                     |                                                                                     | Francisco (Francesco) [1592-1641] Cardeal 1621                                      | Francisco (Francesco) [1592-1641] Cardeal 1621                                      | Francisco (Francesco) [1592-1641] Cardeal 1621                 | Francisco (Francesco) [1592-1641] Cardeal 1621                 | Francisco (Francesco) [1592-1641] Cardeal 1621                 | Francisco (Francesco) [1592-1641] Cardeal 1621                 |                                                         |                                                         | | | | | | |  |  |  |  |  |  |  |  |  |  |  |  |  |  |  |  |  |  |
|                                                               |                                                               |                                                               |                                                               | | | | | Gregório (Gregorio) [1590-1628] Duque de Sora                                                             | Gregório (Gregorio) [1590-1628] Duque de Sora                                                             | Gregório (Gregorio) [1590-1628] Duque de Sora                                               | Gregório (Gregorio) [1590-1628] Duque de Sora                                               | Gregório (Gregorio) [1590-1628] Duque de Sora                                               | Gregório (Gregorio) [1590-1628] Duque de Sora                                               |                                                                                     |                                                                                     | Francisco (Francesco) [1592-1641] Cardeal 1621                                      | Francisco (Francesco) [1592-1641] Cardeal 1621                                      | Francisco (Francesco) [1592-1641] Cardeal 1621                 | Francisco (Francesco) [1592-1641] Cardeal 1621                 | Francisco (Francesco) [1592-1641] Cardeal 1621                 | Francisco (Francesco) [1592-1641] Cardeal 1621                 |                                                         |                                                         | | | | | | |  |  |  |  |  |  |  |  |  |  |  |  |  |  |  |  |  |  |
|                                                               |                                                               |                                                               |                                                               | | | | | | |                                                                                             |                                                                                             |                                                                                             |                                                                                             |                                                                                     |                                                                                     |                                                                                     |                                                                                     |                                                                |                                                                |                                                                |                                                                |                                                         |                                                         | | | | | | |  |  |  |  |  |  |  |  |  |  |  |  |  |  |  |  |  |  |
|                                                               |                                                               |                                                               |                                                               | | | | | Jaime (Giacomo) [1613-1636] Duque de Sora                                                                 | Jaime (Giacomo) [1613-1636] Duque de Sora                                                                 | Jaime (Giacomo) [1613-1636] Duque de Sora                                                   | Jaime (Giacomo) [1613-1636] Duque de Sora                                                   | Jaime (Giacomo) [1613-1636] Duque de Sora                                                   | Jaime (Giacomo) [1613-1636] Duque de Sora                                                   |                                                                                     |                                                                                     | Hugo (Ugo) [1614-1676] Duque de Sora                                                | Hugo (Ugo) [1614-1676] Duque de Sora                                                | Hugo (Ugo) [1614-1676] Duque de Sora                           | Hugo (Ugo) [1614-1676] Duque de Sora                           | Hugo (Ugo) [1614-1676] Duque de Sora                           | Hugo (Ugo) [1614-1676] Duque de Sora                           |                                                         |                                                         | Jerónimo (Gerolamo) [1622-1684] Arcebispo de Bolonha 1651 Cardeal 1664                                                       | Jerónimo (Gerolamo) [1622-1684] Arcebispo de Bolonha 1651 Cardeal 1664                                                       | Jerónimo (Gerolamo) [1622-1684] Arcebispo de Bolonha 1651 Cardeal 1664                                                       | Jerónimo (Gerolamo) [1622-1684] Arcebispo de Bolonha 1651 Cardeal 1664                                                       | Jerónimo (Gerolamo) [1622-1684] Arcebispo de Bolonha 1651 Cardeal 1664                                                       | Jerónimo (Gerolamo) [1622-1684] Arcebispo de Bolonha 1651 Cardeal 1664                                                       |  |  |  |  |  |  |  |  |  |  |  |  |  |  |  |  |  |  |
|                                                               |                                                               |                                                               |                                                               | | | | | Jaime (Giacomo) [1613-1636] Duque de Sora                                                                 | Jaime (Giacomo) [1613-1636] Duque de Sora                                                                 | Jaime (Giacomo) [1613-1636] Duque de Sora                                                   | Jaime (Giacomo) [1613-1636] Duque de Sora                                                   | Jaime (Giacomo) [1613-1636] Duque de Sora                                                   | Jaime (Giacomo) [1613-1636] Duque de Sora                                                   |                                                                                     |                                                                                     | Hugo (Ugo) [1614-1676] Duque de Sora                                                | Hugo (Ugo) [1614-1676] Duque de Sora                                                | Hugo (Ugo) [1614-1676] Duque de Sora                           | Hugo (Ugo) [1614-1676] Duque de Sora                           | Hugo (Ugo) [1614-1676] Duque de Sora                           | Hugo (Ugo) [1614-1676] Duque de Sora                           |                                                         |                                                         | Jerónimo (Gerolamo) [1622-1684] Arcebispo de Bolonha 1651 Cardeal 1664                                                       | Jerónimo (Gerolamo) [1622-1684] Arcebispo de Bolonha 1651 Cardeal 1664                                                       | Jerónimo (Gerolamo) [1622-1684] Arcebispo de Bolonha 1651 Cardeal 1664                                                       | Jerónimo (Gerolamo) [1622-1684] Arcebispo de Bolonha 1651 Cardeal 1664                                                       | Jerónimo (Gerolamo) [1622-1684] Arcebispo de Bolonha 1651 Cardeal 1664                                                       | Jerónimo (Gerolamo) [1622-1684] Arcebispo de Bolonha 1651 Cardeal 1664                                                       |  |  |  |  |  |  |  |  |  |  |  |  |  |  |  |  |  |  |
|                                                               |                                                               |                                                               |                                                               | | | | | | |                                                                                             |                                                                                             |                                                                                             |                                                                                             |                                                                                     |                                                                                     |                                                                                     |                                                                                     |                                                                |                                                                |                                                                |                                                                |                                                         |                                                         | | | | | | |  |  |  |  |  |  |  |  |  |  |  |  |  |  |  |  |  |  |
| Hipólita (Ippolita) Ludovisi [1663-1724] Princesa de Piombino | Hipólita (Ippolita) Ludovisi [1663-1724] Princesa de Piombino | Hipólita (Ippolita) Ludovisi [1663-1724] Princesa de Piombino | Hipólita (Ippolita) Ludovisi [1663-1724] Princesa de Piombino | Hipólita (Ippolita) Ludovisi [1663-1724] Princesa de Piombino                                             | Hipólita (Ippolita) Ludovisi [1663-1724] Princesa de Piombino                                             | | | Gregório (Gregorio) Boncompagni-Ludovisi [1642-1707] Duque de Sora                                        | Gregório (Gregorio) Boncompagni-Ludovisi [1642-1707] Duque de Sora                                        | Gregório (Gregorio) Boncompagni-Ludovisi [1642-1707] Duque de Sora                          | Gregório (Gregorio) Boncompagni-Ludovisi [1642-1707] Duque de Sora                          | Gregório (Gregorio) Boncompagni-Ludovisi [1642-1707] Duque de Sora                          | Gregório (Gregorio) Boncompagni-Ludovisi [1642-1707] Duque de Sora                          |                                                                                     |                                                                                     | Francisco (Francesco) [1643-1690] Arcebispo de Bolonha 1685-90                      | Francisco (Francesco) [1643-1690] Arcebispo de Bolonha 1685-90                      | Francisco (Francesco) [1643-1690] Arcebispo de Bolonha 1685-90 | Francisco (Francesco) [1643-1690] Arcebispo de Bolonha 1685-90 | Francisco (Francesco) [1643-1690] Arcebispo de Bolonha 1685-90 | Francisco (Francesco) [1643-1690] Arcebispo de Bolonha 1685-90 |                                                         |                                                         | Ficheiro:Stemma cardinale Giacomo Boncompagni.JPG · Jaime (Giacomo) · [1652-1731] · Arcebispo de Bolonha 1690 · Cardeal 1695 | Ficheiro:Stemma cardinale Giacomo Boncompagni.JPG · Jaime (Giacomo) · [1652-1731] · Arcebispo de Bolonha 1690 · Cardeal 1695 | Ficheiro:Stemma cardinale Giacomo Boncompagni.JPG · Jaime (Giacomo) · [1652-1731] · Arcebispo de Bolonha 1690 · Cardeal 1695 | Ficheiro:Stemma cardinale Giacomo Boncompagni.JPG · Jaime (Giacomo) · [1652-1731] · Arcebispo de Bolonha 1690 · Cardeal 1695 | Ficheiro:Stemma cardinale Giacomo Boncompagni.JPG · Jaime (Giacomo) · [1652-1731] · Arcebispo de Bolonha 1690 · Cardeal 1695 | Ficheiro:Stemma cardinale Giacomo Boncompagni.JPG · Jaime (Giacomo) · [1652-1731] · Arcebispo de Bolonha 1690 · Cardeal 1695 |  |  |  |  |  |  |  |  |  |  |  |  |  |  |  |  |  |  |
| Hipólita (Ippolita) Ludovisi [1663-1724] Princesa de Piombino | Hipólita (Ippolita) Ludovisi [1663-1724] Princesa de Piombino | Hipólita (Ippolita) Ludovisi [1663-1724] Princesa de Piombino | Hipólita (Ippolita) Ludovisi [1663-1724] Princesa de Piombino | Hipólita (Ippolita) Ludovisi [1663-1724] Princesa de Piombino                                             | Hipólita (Ippolita) Ludovisi [1663-1724] Princesa de Piombino                                             | | | Gregório (Gregorio) Boncompagni-Ludovisi [1642-1707] Duque de Sora                                        | Gregório (Gregorio) Boncompagni-Ludovisi [1642-1707] Duque de Sora                                        | Gregório (Gregorio) Boncompagni-Ludovisi [1642-1707] Duque de Sora                          | Gregório (Gregorio) Boncompagni-Ludovisi [1642-1707] Duque de Sora                          | Gregório (Gregorio) Boncompagni-Ludovisi [1642-1707] Duque de Sora                          | Gregório (Gregorio) Boncompagni-Ludovisi [1642-1707] Duque de Sora                          |                                                                                     |                                                                                     | Francisco (Francesco) [1643-1690] Arcebispo de Bolonha 1685-90                      | Francisco (Francesco) [1643-1690] Arcebispo de Bolonha 1685-90                      | Francisco (Francesco) [1643-1690] Arcebispo de Bolonha 1685-90 | Francisco (Francesco) [1643-1690] Arcebispo de Bolonha 1685-90 | Francisco (Francesco) [1643-1690] Arcebispo de Bolonha 1685-90 | Francisco (Francesco) [1643-1690] Arcebispo de Bolonha 1685-90 |                                                         |                                                         | Ficheiro:Stemma cardinale Giacomo Boncompagni.JPG · Jaime (Giacomo) · [1652-1731] · Arcebispo de Bolonha 1690 · Cardeal 1695 | Ficheiro:Stemma cardinale Giacomo Boncompagni.JPG · Jaime (Giacomo) · [1652-1731] · Arcebispo de Bolonha 1690 · Cardeal 1695 | Ficheiro:Stemma cardinale Giacomo Boncompagni.JPG · Jaime (Giacomo) · [1652-1731] · Arcebispo de Bolonha 1690 · Cardeal 1695 | Ficheiro:Stemma cardinale Giacomo Boncompagni.JPG · Jaime (Giacomo) · [1652-1731] · Arcebispo de Bolonha 1690 · Cardeal 1695 | Ficheiro:Stemma cardinale Giacomo Boncompagni.JPG · Jaime (Giacomo) · [1652-1731] · Arcebispo de Bolonha 1690 · Cardeal 1695 | Ficheiro:Stemma cardinale Giacomo Boncompagni.JPG · Jaime (Giacomo) · [1652-1731] · Arcebispo de Bolonha 1690 · Cardeal 1695 |  |  |  |  |  |  |  |  |  |  |  |  |  |  |  |  |  |  |
|                                                               |                                                               |                                                               |                                                               | | | | | | |                                                                                             |                                                                                             |                                                                                             |                                                                                             |                                                                                     |                                                                                     |                                                                                     |                                                                                     |                                                                |                                                                |                                                                |                                                                |                                                         |                                                         | | | | | | |  |  |  |  |  |  |  |  |  |  |  |  |  |  |  |  |  |  |
|                                                               |                                                               |                                                               |                                                               | Leonor (Eleanora) Boncompagni-Ludovisi [1686-1745] Princesa de Piombino                                   | Leonor (Eleanora) Boncompagni-Ludovisi [1686-1745] Princesa de Piombino                                   | Leonor (Eleanora) Boncompagni-Ludovisi [1686-1745] Princesa de Piombino                                   | Leonor (Eleanora) Boncompagni-Ludovisi [1686-1745] Princesa de Piombino                                   | Leonor (Eleanora) Boncompagni-Ludovisi [1686-1745] Princesa de Piombino                                   | Leonor (Eleanora) Boncompagni-Ludovisi [1686-1745] Princesa de Piombino                                   |                                                                                             |                                                                                             | António I Boncompagni-Ludovisi [1658-1721] Príncipe de Piombino Duque de Sora               | António I Boncompagni-Ludovisi [1658-1721] Príncipe de Piombino Duque de Sora               | António I Boncompagni-Ludovisi [1658-1721] Príncipe de Piombino Duque de Sora       | António I Boncompagni-Ludovisi [1658-1721] Príncipe de Piombino Duque de Sora       | António I Boncompagni-Ludovisi [1658-1721] Príncipe de Piombino Duque de Sora       | António I Boncompagni-Ludovisi [1658-1721] Príncipe de Piombino Duque de Sora       |                                                                |                                                                |                                                                |                                                                |                                                         |                                                         | | | | | | |  |  |  |  |  |  |  |  |  |  |  |  |  |  |  |  |  |  |
|                                                               |                                                               |                                                               |                                                               | Leonor (Eleanora) Boncompagni-Ludovisi [1686-1745] Princesa de Piombino                                   | Leonor (Eleanora) Boncompagni-Ludovisi [1686-1745] Princesa de Piombino                                   | Leonor (Eleanora) Boncompagni-Ludovisi [1686-1745] Princesa de Piombino                                   | Leonor (Eleanora) Boncompagni-Ludovisi [1686-1745] Princesa de Piombino                                   | Leonor (Eleanora) Boncompagni-Ludovisi [1686-1745] Princesa de Piombino                                   | Leonor (Eleanora) Boncompagni-Ludovisi [1686-1745] Princesa de Piombino                                   |                                                                                             |                                                                                             | António I Boncompagni-Ludovisi [1658-1721] Príncipe de Piombino Duque de Sora               | António I Boncompagni-Ludovisi [1658-1721] Príncipe de Piombino Duque de Sora               | António I Boncompagni-Ludovisi [1658-1721] Príncipe de Piombino Duque de Sora       | António I Boncompagni-Ludovisi [1658-1721] Príncipe de Piombino Duque de Sora       | António I Boncompagni-Ludovisi [1658-1721] Príncipe de Piombino Duque de Sora       | António I Boncompagni-Ludovisi [1658-1721] Príncipe de Piombino Duque de Sora       |                                                                |                                                                |                                                                |                                                                |                                                         |                                                         | | | | | | |  |  |  |  |  |  |  |  |  |  |  |  |  |  |  |  |  |  |
|                                                               |                                                               |                                                               |                                                               | | | | | | |                                                                                             |                                                                                             |                                                                                             |                                                                                             |                                                                                     |                                                                                     |                                                                                     |                                                                                     |                                                                |                                                                |                                                                |                                                                |                                                         |                                                         | | | | | | |  |  |  |  |  |  |  |  |  |  |  |  |  |  |  |  |  |  |
|                                                               |                                                               |                                                               |                                                               | | | | | | |                                                                                             |                                                                                             |                                                                                             |                                                                                             |                                                                                     |                                                                                     |                                                                                     |                                                                                     |                                                                |                                                                |                                                                |                                                                |                                                         |                                                         | | | | | | |  |  |  |  |  |  |  |  |  |  |  |  |  |  |  |  |  |  |
|                                                               |                                                               |                                                               |                                                               | Caetano (Gaetano) [1704-1777] Principe de Piombino e Duque de Sora, 1745                                  | Caetano (Gaetano) [1704-1777] Principe de Piombino e Duque de Sora, 1745                                  | Caetano (Gaetano) [1704-1777] Principe de Piombino e Duque de Sora, 1745                                  | Caetano (Gaetano) [1704-1777] Principe de Piombino e Duque de Sora, 1745                                  | Caetano (Gaetano) [1704-1777] Principe de Piombino e Duque de Sora, 1745                                  | Caetano (Gaetano) [1704-1777] Principe de Piombino e Duque de Sora, 1745                                  |                                                                                             |                                                                                             |                                                                                             |                                                                                             |                                                                                     |                                                                                     | Pedro Gregório (Pier Gregorio) [1709-1747] Duque de Fiano                           | Pedro Gregório (Pier Gregorio) [1709-1747] Duque de Fiano                           | Pedro Gregório (Pier Gregorio) [1709-1747] Duque de Fiano      | Pedro Gregório (Pier Gregorio) [1709-1747] Duque de Fiano      | Pedro Gregório (Pier Gregorio) [1709-1747] Duque de Fiano      | Pedro Gregório (Pier Gregorio) [1709-1747] Duque de Fiano      |                                                         |                                                         | Maria Francisca (Maria Francesca) Ottoboni [1715-1758] Duquesa de Fiano                                                      | Maria Francisca (Maria Francesca) Ottoboni [1715-1758] Duquesa de Fiano                                                      | Maria Francisca (Maria Francesca) Ottoboni [1715-1758] Duquesa de Fiano                                                      | Maria Francisca (Maria Francesca) Ottoboni [1715-1758] Duquesa de Fiano                                                      | Maria Francisca (Maria Francesca) Ottoboni [1715-1758] Duquesa de Fiano                                                      | Maria Francisca (Maria Francesca) Ottoboni [1715-1758] Duquesa de Fiano                                                      |  |  |  |  |  |  |  |  |  |  |  |  |  |  |  |  |  |  |
|                                                               |                                                               |                                                               |                                                               | Caetano (Gaetano) [1704-1777] Principe de Piombino e Duque de Sora, 1745                                  | Caetano (Gaetano) [1704-1777] Principe de Piombino e Duque de Sora, 1745                                  | Caetano (Gaetano) [1704-1777] Principe de Piombino e Duque de Sora, 1745                                  | Caetano (Gaetano) [1704-1777] Principe de Piombino e Duque de Sora, 1745                                  | Caetano (Gaetano) [1704-1777] Principe de Piombino e Duque de Sora, 1745                                  | Caetano (Gaetano) [1704-1777] Principe de Piombino e Duque de Sora, 1745                                  |                                                                                             |                                                                                             |                                                                                             |                                                                                             |                                                                                     |                                                                                     | Pedro Gregório (Pier Gregorio) [1709-1747] Duque de Fiano                           | Pedro Gregório (Pier Gregorio) [1709-1747] Duque de Fiano                           | Pedro Gregório (Pier Gregorio) [1709-1747] Duque de Fiano      | Pedro Gregório (Pier Gregorio) [1709-1747] Duque de Fiano      | Pedro Gregório (Pier Gregorio) [1709-1747] Duque de Fiano      | Pedro Gregório (Pier Gregorio) [1709-1747] Duque de Fiano      |                                                         |                                                         | Maria Francisca (Maria Francesca) Ottoboni [1715-1758] Duquesa de Fiano                                                      | Maria Francisca (Maria Francesca) Ottoboni [1715-1758] Duquesa de Fiano                                                      | Maria Francisca (Maria Francesca) Ottoboni [1715-1758] Duquesa de Fiano                                                      | Maria Francisca (Maria Francesca) Ottoboni [1715-1758] Duquesa de Fiano                                                      | Maria Francisca (Maria Francesca) Ottoboni [1715-1758] Duquesa de Fiano                                                      | Maria Francisca (Maria Francesca) Ottoboni [1715-1758] Duquesa de Fiano                                                      |  |  |  |  |  |  |  |  |  |  |  |  |  |  |  |  |  |  |
|                                                               |                                                               |                                                               |                                                               | | | | | | |                                                                                             |                                                                                             |                                                                                             |                                                                                             |                                                                                     |                                                                                     |                                                                                     |                                                                                     |                                                                |                                                                |                                                                |                                                                |                                                         |                                                         | | | | | | |  |  |  |  |  |  |  |  |  |  |  |  |  |  |  |  |  |  |
|                                                               |                                                               |                                                               |                                                               | | | | | | |                                                                                             |                                                                                             |                                                                                             |                                                                                             |                                                                                     |                                                                                     |                                                                                     |                                                                                     |                                                                |                                                                |                                                                |                                                                |                                                         |                                                         | | | | | | |  |  |  |  |  |  |  |  |  |  |  |  |  |  |  |  |  |  |
|                                                               |                                                               |                                                               |                                                               | Antonio II [1735-1805] Príncipe Sob. de Piombino (até 1801) Duque Sob. de Sora (até 1796)                 | Antonio II [1735-1805] Príncipe Sob. de Piombino (até 1801) Duque Sob. de Sora (até 1796)                 | Antonio II [1735-1805] Príncipe Sob. de Piombino (até 1801) Duque Sob. de Sora (até 1796)                 | Antonio II [1735-1805] Príncipe Sob. de Piombino (até 1801) Duque Sob. de Sora (até 1796)                 | Antonio II [1735-1805] Príncipe Sob. de Piombino (até 1801) Duque Sob. de Sora (até 1796)                 | Antonio II [1735-1805] Príncipe Sob. de Piombino (até 1801) Duque Sob. de Sora (até 1796)                 |                                                                                             |                                                                                             | Inácio Caetano (Ignazio Gaetano) [1743-1790] Cardeal Secretário de Estado de Pio VI         | Inácio Caetano (Ignazio Gaetano) [1743-1790] Cardeal Secretário de Estado de Pio VI         | Inácio Caetano (Ignazio Gaetano) [1743-1790] Cardeal Secretário de Estado de Pio VI | Inácio Caetano (Ignazio Gaetano) [1743-1790] Cardeal Secretário de Estado de Pio VI | Inácio Caetano (Ignazio Gaetano) [1743-1790] Cardeal Secretário de Estado de Pio VI | Inácio Caetano (Ignazio Gaetano) [1743-1790] Cardeal Secretário de Estado de Pio VI |                                                                |                                                                |                                                                |                                                                |                                                         |                                                         | | | | | | |  |  |  |  |  |  |  |  |  |  |  |  |  |  |  |  |  |  |
|                                                               |                                                               |                                                               |                                                               | Antonio II [1735-1805] Príncipe Sob. de Piombino (até 1801) Duque Sob. de Sora (até 1796)                 | Antonio II [1735-1805] Príncipe Sob. de Piombino (até 1801) Duque Sob. de Sora (até 1796)                 | Antonio II [1735-1805] Príncipe Sob. de Piombino (até 1801) Duque Sob. de Sora (até 1796)                 | Antonio II [1735-1805] Príncipe Sob. de Piombino (até 1801) Duque Sob. de Sora (até 1796)                 | Antonio II [1735-1805] Príncipe Sob. de Piombino (até 1801) Duque Sob. de Sora (até 1796)                 | Antonio II [1735-1805] Príncipe Sob. de Piombino (até 1801) Duque Sob. de Sora (até 1796)                 |                                                                                             |                                                                                             | Inácio Caetano (Ignazio Gaetano) [1743-1790] Cardeal Secretário de Estado de Pio VI         | Inácio Caetano (Ignazio Gaetano) [1743-1790] Cardeal Secretário de Estado de Pio VI         | Inácio Caetano (Ignazio Gaetano) [1743-1790] Cardeal Secretário de Estado de Pio VI | Inácio Caetano (Ignazio Gaetano) [1743-1790] Cardeal Secretário de Estado de Pio VI | Inácio Caetano (Ignazio Gaetano) [1743-1790] Cardeal Secretário de Estado de Pio VI | Inácio Caetano (Ignazio Gaetano) [1743-1790] Cardeal Secretário de Estado de Pio VI |                                                                |                                                                |                                                                |                                                                |                                                         |                                                         | | | | | | |  |  |  |  |  |  |  |  |  |  |  |  |  |  |  |  |  |  |
|                                                               |                                                               |                                                               |                                                               | Luís Maria (Luigi Maria) [1767-1841] Príncipe honorário de Piombino (1814) Duque honorário de Sora (1805) | Luís Maria (Luigi Maria) [1767-1841] Príncipe honorário de Piombino (1814) Duque honorário de Sora (1805) | Luís Maria (Luigi Maria) [1767-1841] Príncipe honorário de Piombino (1814) Duque honorário de Sora (1805) | Luís Maria (Luigi Maria) [1767-1841] Príncipe honorário de Piombino (1814) Duque honorário de Sora (1805) | Luís Maria (Luigi Maria) [1767-1841] Príncipe honorário de Piombino (1814) Duque honorário de Sora (1805) | Luís Maria (Luigi Maria) [1767-1841] Príncipe honorário de Piombino (1814) Duque honorário de Sora (1805) |                                                                                             |                                                                                             |                                                                                             |                                                                                             |                                                                                     |                                                                                     |                                                                                     |                                                                                     |                                                                |                                                                | família Ottoboni-Boncompagni-Ludovisi (extinta em 1937)        | família Ottoboni-Boncompagni-Ludovisi (extinta em 1937)        | família Ottoboni-Boncompagni-Ludovisi (extinta em 1937) | família Ottoboni-Boncompagni-Ludovisi (extinta em 1937) | família Ottoboni-Boncompagni-Ludovisi (extinta em 1937)                                                                      | família Ottoboni-Boncompagni-Ludovisi (extinta em 1937)                                                                      | | | | |  |  |  |  |  |  |  |  |  |  |  |  |  |  |  |  |  |  |
|                                                               |                                                               |                                                               |                                                               | Luís Maria (Luigi Maria) [1767-1841] Príncipe honorário de Piombino (1814) Duque honorário de Sora (1805) | Luís Maria (Luigi Maria) [1767-1841] Príncipe honorário de Piombino (1814) Duque honorário de Sora (1805) | Luís Maria (Luigi Maria) [1767-1841] Príncipe honorário de Piombino (1814) Duque honorário de Sora (1805) | Luís Maria (Luigi Maria) [1767-1841] Príncipe honorário de Piombino (1814) Duque honorário de Sora (1805) | Luís Maria (Luigi Maria) [1767-1841] Príncipe honorário de Piombino (1814) Duque honorário de Sora (1805) | Luís Maria (Luigi Maria) [1767-1841] Príncipe honorário de Piombino (1814) Duque honorário de Sora (1805) |                                                                                             |                                                                                             |                                                                                             |                                                                                             |                                                                                     |                                                                                     |                                                                                     |                                                                                     |                                                                |                                                                | família Ottoboni-Boncompagni-Ludovisi (extinta em 1937)        | família Ottoboni-Boncompagni-Ludovisi (extinta em 1937)        | família Ottoboni-Boncompagni-Ludovisi (extinta em 1937) | família Ottoboni-Boncompagni-Ludovisi (extinta em 1937) | família Ottoboni-Boncompagni-Ludovisi (extinta em 1937)                                                                      | família Ottoboni-Boncompagni-Ludovisi (extinta em 1937)                                                                      | | | | |  |  |  |  |  |  |  |  |  |  |  |  |  |  |  |  |  |  |